# Dorosoma cepedianum
Espèce
Statut de conservation UICN

 LC  : Préoccupation mineure
L'alose à Gésier (Dorosoma cepedianum) est un poisson de la famille des harengs, originaire de vastes étendues d'eaux douces et saumâtres des États-Unis d'Amérique. L'alose à gésier vit souvent dans l'eau douce des lacs, des réservoirs, des rivières et des ruisseaux, mais peut vivre dans les eaux saumâtres, comme il le fait sur la côte Atlantique des États-Unis. Leur répartition couvre la plupart de la partie continentale des États-unis, bien qu'ils ne vont généralement pas plus loin au nord que New York, ni plus à l'ouest que le Nouveau-Mexique. L'espèce est aussi citée parmi les poissons d'eau douce du Québec.
L'alose à gésier a été largement utilisé comme une source de nourriture pour les poissons, avec des succès divers dans la gestion et l'efficacité.